# Оукланд (Оклахома)
Оукланд (енгл. Oakland) град је у америчкој савезној држави Оклахома.

## Демографија
По попису из 2010. године број становника је 1.057, што је 383 (56,8%) становника више него 2000. године.
| Група             | 2000.       | 2010.       |
| Белци             | 423 (62,8%) | 449 (42,5%) |
| Афроамериканци    | 25 (3,7%)   | 29 (2,7%)   |
| Азијати           | 2 (0,3%)    | 1 (0,1%)    |
| Хиспаноамериканци | 126 (18,7%) | 426 (40,3%) |
| Укупно            | 674         | 1.057       |